# Liste der Baudenkmäler in Erlangen/W
Diese Liste ist eine Teilliste der Liste der Baudenkmäler in Erlangen. Grundlage der Liste ist die Bayerische Denkmalliste, die auf Basis des bayerischen Denkmalschutzgesetzes vom 1. Oktober 1973 erstmals erstellt wurde und seither durch das Bayerische Landesamt für Denkmalpflege geführt und aktualisiert wird. Die folgenden Angaben ersetzen nicht die rechtsverbindliche Auskunft der Denkmalschutzbehörde.
Dieser Teil der Liste beschreibt die denkmalgeschützten Objekte in folgenden Straßen:
- Wasserturmstraße
- Weiße Herzstraße
- Welsweg
- Werner-von-Siemens-Straße
- Westliche Stadtmauerstraße
- Wilhelmstraße
- Windmühle
- Wöhrstraße

## Wasserturmstraße
| Lage                             | Objekt                         | Beschreibung | Akten-Nr.                         | Bild                       |
| -------------------------------- | ------------------------------ | --- | --------------------------------- | -------------------------- |
| Wasserturmstraße (Standort)      | Eingang zum Schlossgarten      | Mit zwei Sandsteinsäulen | D-5-62-000-597 zugehörig Wikidata | BW                         |
| Wasserturmstraße 1 (Standort)    | Bürgerhaus                     | Zweigeschossiger Traufseitbau, Anfang 18. Jahrhundert                                                                                                | D-5-62-000-708 Wikidata           | BW                         |
| Wasserturmstraße 3, 5 (Standort) | Mikrobiologisches Institut     | Repräsentativer Neurenaissancebau, 1897/98 von F. Scharff                                                                                            | D-5-62-000-709 Wikidata           | Mikrobiologisches Institut |
| Wasserturmstraße 4, 6 (Standort) | Bürgerhaus                     | Zweigeschossiger Traufseit-Doppelbau, Zwerchgiebel, 1706                                                                                             | D-5-62-000-710 Wikidata           | Bürgerhaus                 |
| Wasserturmstraße 10 (Standort)   | Bürgerhaus, ehemalige Bäckerei | Zweigeschossiger Traufseitbau, Aufzugserker und Schleppgauben, 1697                                                                                  | D-5-62-000-712 Wikidata           | weitere Bilder             |
| Wasserturmstraße 12 (Standort)   | Bürgerhaus                     | Zweiflügeliger Eckbau, zweigeschossig, Erdgeschoss Sandsteinquader, drei Zwerchhäuser, 1703                                                          | D-5-62-000-713 Wikidata           | weitere Bilder             |
| Wasserturmstraße 14 (Standort)   | Hofbeamtenhaus                 | Zweiflügeliger Eckbau, zweigeschossig, um 1720, verändert 1837; mit Anbau, erdgeschossig mit Walmdach; siehe auch Schiffstraße 2 und Theaterstraße 1 | D-5-62-000-714 Wikidata           | weitere Bilder             |

## Weiße Herzstraße
| Lage                          | Objekt                            | Beschreibung                                                                                  | Akten-Nr.               | Bild                              |
| ----------------------------- | --------------------------------- | --------------------------------------------------------------------------------------------- | ----------------------- | --------------------------------- |
| Weiße Herzstraße 4 (Standort) | Bürgerhaus                        | Zweigeschossiger Traufseitbau, Sandsteinquader, 1742                                          | D-5-62-000-718 Wikidata | Bürgerhaus                        |
| Weiße Herzstraße 6 (Standort) | Bürgerhaus                        | Dreigeschossiger Traufseitbau, untere Geschosse Sandsteinquader, um 1790, Obergeschoss später | D-5-62-000-719 Wikidata | Bürgerhaus                        |
| Weiße Herzstraße 8 (Standort) | Ehemaliges Gasthaus Goldenes Herz | Zweigeschossiger Traufseitbau, Zwerchhaus, Erdgeschoss 1710, Obergeschoss 1717                | D-5-62-000-720 Wikidata | Ehemaliges Gasthaus Goldenes Herz |

## Welsweg
| Lage                  | Objekt   | Beschreibung                                                                                         | Akten-Nr.               | Bild     |
| --------------------- | -------- | --- | ----------------------- | -------- |
| Welsweg 10 (Standort) | Wohnhaus | Zweigeschossiges Walmdachhaus, früheres 19. Jahrhundert Rest der originalen Bebauung des Welsgartens | D-5-62-000-722 Wikidata | Wohnhaus |

## Werner-von-Siemens-Straße
| Lage                                                                         | Objekt                                                        | Beschreibung | Akten-Nr.                | Bild           |
| ---------------------------------------------------------------------------- | ------------------------------------------------------------- | --- | ------------------------ | -------------- |
| Werner-von-Siemens-Straße 21, 23, 23 a, Gabelsbergerstraße 1, 1 a (Standort) | Wohnanlage                                                    | Baugenossenschafts-Wohnanlage in zwei Flügeln, reduziert-historisierend, 1923 | D-5-62-000-723 Wikidata  | weitere Bilder |
| Werner-von-Siemens-Straße 24, 26, 28, Stubenlohstraße 29 (Standort)          | Wohnanlage                                                    | Baugenossenschafts-Wohnanlage, reduziert-historisierend, an der Stubenlohstraße um Vorgarten gruppiert, 1924 | D-5-62-000-724 Wikidata  | weitere Bilder |
| Werner-von-Siemens-Straße 27 ()                                              | Mietswohnhaus                                                 | zweigeschossiger, traufständiger Massivbau mit Satteldach mit Halbwalm und Kniestock, Putzfassade mit gebändertem Erdgeschoss, Gesimsgliederung und Ecklisenen, von Georg Schlegel, 1899 | D-5-62-000-1502          |                |
| Werner-von-Siemens-Straße 50, Sieboldstraße 5 (Standort)                     | Verwaltungsgebäude „Himbeerpalast“ der Siemens-Schuckertwerke | Siemens-Schuckertscher Verwaltungsbau, mehrflügelige Überbauung eines trapezförmigen Grundstückes, der Komplex wird von zwei Innenhöfen gegliedert und mit turmartigen Bauteilen akzentuiert, nach Planung von Hans Hertlein 1948–1953 in fünf Bauabschnitten errichtet; Eingangs- und Durchgangsportale durch Bauplastik von Joseph Wackerle ausgezeichnet (bezeichnet „1949“) | D-5-62-000-959 Wikidata  | weitere Bilder |
| Werner-von-Siemens-Straße 67, Mozartstraße 28 (Standort)                     | Glaspalast, Verwaltungshochhaus der Firma Siemens             | 17-geschossiger Stahlbetonskelettbau mit quadratisch gerasterter, an den Ecken nicht zusammengeführten Aluminium-Glas-Vorhangfassade, mit Großraum- oder Zellenbüros um inneren Erschließungs- und Funktionskern; mit angesetztem niedrigen Kantinenbau; nach Plänen von Hans Maurer und der Bauabteilung der Siemens-Schuckertwerke, 1959 bis 1962                             | D-5-62-000-1032 Wikidata | weitere Bilder |

## Westliche Stadtmauerstraße
| Lage                                       | Objekt                                            | Beschreibung | Akten-Nr.               | Bild                                              |
| ------------------------------------------ | ------------------------------------------------- | --- | ----------------------- | ------------------------------------------------- |
| Westliche Stadtmauerstraße 6 (Standort)    | Bürgerhaus                                        | Zweigeschossiger Traufseitbau, 1709, Mansarddach des 19. Jahrhunderts | D-5-62-000-725 Wikidata | Bürgerhaus                                        |
| Westliche Stadtmauerstraße 8 (Standort)    | Ehemaliges Gasthaus zur Weißen Ente               | Zweigeschossiger Traufseitbau, Sandsteinquader, 1708 Mit Ausleger | D-5-62-000-726 Wikidata | Ehemaliges Gasthaus zur Weißen Ente               |
| Westliche Stadtmauerstraße 10 (Standort)   | Bürgerhaus                                        | Zweigeschossiger Traufseitbau, Sandsteinquader, im Hof umlaufend Holzgalerie, 1708                                                                                          | D-5-62-000-727 Wikidata | Bürgerhaus                                        |
| Westliche Stadtmauerstraße 13 (Standort)   | Dependancebau des Bahnhofs                        | Spätklassizistisch, Mitte 19. Jahrhundert | D-5-62-000-728 Wikidata | Dependancebau des Bahnhofs                        |
| Westliche Stadtmauerstraße 12 (Standort)   | Bürgerhaus                                        | Zweigeschossiger Traufseitbau, Sandsteinquader, 1708 | D-5-62-000-729 Wikidata | BW                                                |
| Westliche Stadtmauerstraße 17 (Standort)   | Kleinhaus                                         | Sandsteinquader getüncht, kurz vor 1874 | D-5-62-000-730 Wikidata | Kleinhaus                                         |
| Westliche Stadtmauerstraße 19 (Standort)   | Bürgerhaus, ehemaliges Feuerwehrhaus der Neustadt | Zweigeschossiger traufseitiger Doppelhausbau, Sandsteinquader, 1699 | D-5-62-000-731 Wikidata | Bürgerhaus, ehemaliges Feuerwehrhaus der Neustadt |
| Westliche Stadtmauerstraße 24 (Standort)   | Bürgerhaus                                        | Zweigeschossiger Traufseitbau, Sandsteinquader, Mansarddach, 18./frühes 19. Jahrhundert                                                                                     | D-5-62-000-732 Wikidata | Bürgerhaus                                        |
| Westliche Stadtmauerstraße 29 (Standort)   | Stadtmauer                                        | Rest der Altstadtummauerung, zweite Hälfte 14. Jahrhundert | D-5-62-000-734 Wikidata | Stadtmauer                                        |
| Westliche Stadtmauerstraße 31 (Standort)   | Badhaus                                           | Ältestes der erhaltenen Häuser Erlangens, Fachwerkbau, 17. Jahrhundert, über mittelalterlichen Quadermauern Rest der Altstadtmauer, zweite Hälfte 14. Jahrhundert, überbaut | D-5-62-000-735 Wikidata | weitere Bilder                                    |
| Westliche Stadtmauerstraße 36 (Standort)   | Bürgerhaus                                        | Zweigeschossiger Traufseitbau, Sandsteinquader, 1735; Zwerchhaus 19. Jahrhundert; siehe auch Goethestraße 20                                                                | D-5-62-000-736 Wikidata | weitere Bilder                                    |
| Westliche Stadtmauerstraße 40 (Standort)   | Bürgerhaus                                        | Zweigeschossiger Traufseitbau, mit Zwerchhaus, 1689 | D-5-62-000-737 Wikidata | Bürgerhaus                                        |
| Westliche Stadtmauerstraße 56 a (Standort) | Ehemalige Remise, seit 1874 Wohnhaus              | Sandsteinquaderbau, 1825, mit Staffelgiebeln | D-5-62-000-740 Wikidata | Ehemalige Remise, seit 1874 Wohnhaus              |

## Wilhelmstraße
| Lage                              | Objekt                                                                       | Beschreibung | Akten-Nr.                | Bild                                                                         |
| --------------------------------- | ---------------------------------------------------------------------------- | --- | ------------------------ | ---------------------------------------------------------------------------- |
| Wilhelmstraße 2 (Standort)        | Kasernengebäude der Neuen Infanteriekaserne                                  | Klassizisierender Neubarockbau mit Walmdach, Lisenengliederung und weit vorkragendem kassettiertem Traufgesims, bezeichnet „1913“; gehört in Gesamtzusammenhang mit den älteren Gebäuden des Kasernenareals, vgl. Drausnickstraße 1, 1a, 1b und Schillerstraße 52a/54 Verbindungsmauer zu Wilhelmstraße 2a/2b | D-5-62-000-1010 Wikidata | weitere Bilder                                                               |
| Wilhelmstraße 2 a, 2 b (Standort) | Kasernengebäude der Neuen Infanteriekaserne                                  | Ein- bzw. zweigeschossiges Nebengebäude zu Wilhelmstraße 2, Verbindungsmauer, Teil der Neuen Infanteriekaserne, 1913; gehört in Gesamtzusammenhang mit den älteren Gebäuden des Kasernenareals, vgl. Drausnickstraße 1, 1a, 1b und Schillerstraße 52a/54                                                      | D-5-62-000-1011 Wikidata | weitere Bilder                                                               |
| Wilhelmstraße 4 (Standort)        | Ehemalige „Kaserne Verheirateter Unteroffiziere“ der Neuen Infanteriekaserne | Dreigeschossiger Ziegelsteinbau mit reicher Sandsteingliederung, wohl 1891; durch Pfeilergitterzaun an Schillerstraße 52a angebunden, durch Toranlage von 1913 an Wilhelmstraße 2a/2b | D-5-62-000-1016 Wikidata | Ehemalige „Kaserne Verheirateter Unteroffiziere“ der Neuen Infanteriekaserne |

## Windmühle
| Lage                   | Objekt                                                          | Beschreibung                                                                                       | Akten-Nr.               | Bild           |
| ---------------------- | --------------------------------------------------------------- | -------------------------------------------------------------------------------------------------- | ----------------------- | -------------- |
| Windmühle 1 (Standort) | Ehemaliges Gasthaus zur Windmühle, Gasthaus und Kanalwärterhaus | Bestandteil des Ludwig-Donau-Main-Kanals, zweigeschossiger Satteldachbau mit Eckquaderung, um 1845 | D-5-62-000-961 Wikidata | weitere Bilder |

## Wöhrstraße
| Lage                      | Objekt                                            | Beschreibung                                                                                             | Akten-Nr.                | Bild                                              |
| ------------------------- | ------------------------------------------------- | --- | ------------------------ | ------------------------------------------------- |
| Wöhrstraße 1 (Standort)   | Bürgerhaus                                        | Zweigeschossiger Walmdachbau, erste Hälfte 18. Jahrhundert                                               | D-5-62-000-741 Wikidata  | weitere Bilder                                    |
| Wöhrstraße 4 a (Standort) | Ehemaliges Fabrikgebäude, jetzt Wohnhaus          | dreigeschossiger, traufständiger Ziegelbau mit Satteldach und Gesimsgliederung, von Georg Hoffmann, 1901 | D-5-62-000-1093          | BW                                                |
| Wöhrstraße 6 (Standort)   | Ehemaliges Gemeindebrauhaus der Altstadt, Scheune | 1710 | D-5-62-000-742 Wikidata  | Ehemaliges Gemeindebrauhaus der Altstadt, Scheune |
| Wöhrstraße 6 (Standort)   | Rest der Polizeimauer                             | Anfang 18. Jahrhundert                                                                                   | D-5-62-000-742 zugehörig | Rest der Polizeimauer                             |

## Ehemalige Baudenkmäler
In diesem Abschnitt sind Objekte aufgeführt, die früher einmal in der Denkmalliste eingetragen waren, jetzt aber nicht mehr. Objekte, die in anderem Zusammenhang also z. B. als Teil eines Baudenkmals weiter eingetragen sind, sollen hier nicht aufgeführt werden. Aktennummern in diesem Abschnitt sind ehemalige, jetzt nicht mehr gültige Aktennummern.

| Lage                          | Objekt           | Beschreibung    | Akten-Nr.               | Bild           |
| ----------------------------- | ---------------- | --------------- | ----------------------- | -------------- |
| Wasserturmstraße 8 (Standort) | Portaleinfassung | 18. Jahrhundert | D-5-62-000-711 Wikidata | weitere Bilder |